# Mihalovec
Mihalovec este o localitate din comuna Brežice, Slovenia, cu o populație de 311 locuitori.